# Józef Konrad Gorski
Józef Konrad Gorski (ur. 12 lutego 1897 w Kalwarii, zm. 1940 w Charkowie) – major dyplomowany artylerii Wojska Polskiego, kawaler Orderu Virtuti Militari, ofiara zbrodni katyńskiej.

## Życiorys
Urodził się 12 lutego 1897 w Kalwarii, w rodzinie Konrada i Franciszki ze Skarbek-Ważyńskich.  
W latach 1923–1924 pełnił służbę w Departamencie III Artylerii i Uzbrojenia Ministerstwa Spraw Wojskowych, pozostając oficerem nadetatowym dywizjonu artylerii zenitowej, a później 1 pułku artylerii przeciwlotniczej w Warszawie. Został zweryfikowany do stopnia porucznika ze starszeństwem z dniem 1 czerwca 1919 roku.
W 1928 roku został awansowany na stopień kapitana artylerii ze starszeństwem z dniem 1 stycznia 1928 roku. Z dniem 4 stycznia 1932 roku został powołany na dwuletni kurs 1931/1933 do Wyższej Szkoły Wojennej w Warszawie. Z dniem 1 października 1933, po ukończeniu kursu i otrzymaniu tytułu naukowego oficera dyplomowanego, został przeniesiony do 4 pułku artylerii lekkiej w Inowrocławiu, w którym odbył staż na stanowisku dowódcy 1 baterii. W grudniu 1934 ogłoszono jego przeniesienie do Departamentu Dowodzenia Ogólnego Ministerstwa Spraw Wojskowych w Warszawie. Mieszkał w Warszawie przy ul. 6 Sierpnia 58.
W czasie kampanii wrześniowej 1939 roku początkowo pełnił służbę w Dowództwie OPL Kraju na stanowisku I oficera sztabu, a 11 września został przydzielony do sztabu gen. bryg. Piotra Skuratowicza. Po agresji ZSRR na Polskę w nieznanych okolicznościach dostał się do niewoli sowieckiej. Przebywał w obozie w Starobielsku. Wiosną 1940 roku został zamordowany przez funkcjonariuszy NKWD w Charkowie i pogrzebany potajemnie w bezimiennej mogile zbiorowej w Piatichatkach, gdzie od 17 czerwca 2000 roku mieści się oficjalnie Cmentarz Ofiar Totalitaryzmu w Charkowie. Figuruje na Liście Starobielskiej NKWD, pod poz. 677.
5 października 2007 roku minister obrony narodowej Aleksander Szczygło mianował go pośmiertnie na stopień podpułkownika. Awans został ogłoszony 9 listopada 2007 w Warszawie, w trakcie uroczystości „Katyń Pamiętamy – Uczcijmy Pamięć Bohaterów”.
Był żonaty, miał córkę Krystynę Olimpię (ur. 1931).

## Ordery i odznaczenia
- Krzyż Srebrny Orderu Wojennego Virtuti Militari nr 5001[2]
- Krzyż Walecznych
- Złoty Krzyż Zasługi – 11 listopada 1937 „za zasługi w służbie wojskowej”[15]
- Medal Pamiątkowy za Wojnę 1918–1921[2]
- Medal Dziesięciolecia Odzyskanej Niepodległości[2]
- Medal Zwycięstwa[2]